# Cargill
Cargill, Inc. («Ка́ргилл инкорпорейтед») — американская продовольственная компания. Штаб-квартира — в городе Миннетонка, штат Миннесота.

## История
Компания была основана в 1865 году Уильямом Уоллесом Каргиллом в штате Айова; специализировалась на торговле зерном. В 1890 году компания была реорганизована в Cargill Elevator Company со штаб-квартирой в Миннеаполисе. В 1895 году дочь Уильяма Каргилла вышла замуж за Джона Хью МакМиллана, который возглавил компанию в 1909 году. С тех пор компания остаётся под контролем семей Каргиллов и МакМилланов. Первоначально компания продавала зерно со Среднего Запада США зерновым брокерам на восточном побережье, но в 1922 году открыла собственный офис в Нью-Йорке. В 1929 году был открыт офис в Аргентине. В 1936 году компания сменила название на Cargill, Incorporated. В 1930-х годах компания создала собственную верфь для строительства барж для перевозки зерна. 1930-е годы также ознаменовались противостоянием компании с Чикагской торговой палатой; Cargill была исключена из Палаты в 1938 году за попытки монополизировать рынок кукурузы и вернулась лишь в 1962 году.
К 1940 году более половины выручки компании приносили зарубежные операции, резко сократившиеся с началом Второй мировой войны. Cargill начала осваивать смежные отрасли, такие как производство растительных масел и комбикормов; в 1943 году было куплено предприятие по переработке соевых бобов. В 1953 году был создан филиал в Швейцарии, названный Tradax; он занимался торговлей зерном в Европе и вскоре вырос в одного из крупнейших зернотрейдеров в мире. С начала 1960-х годов Cargill начала продавать зерно в Венгрию и СССР. В 1972 году Советский Союз купил у США 20 млн тонн зерна (почти четверть урожая), из них 1 млн тонн пришёлся на Cargill. Оборот компании вырос с 2,2 млрд долларов в 1971 году до 28,5 млрд в 1981 году. Компания расширила сферу деятельности в добычу угля, производство стали (в 1974 году была куплена North Star Steel Company), производство индюшатины и говядины, торговлю хлопком, финансовые услуги.
В начали 2004 года компания Cargill достигла соглашения о слиянии своих активов по производству удобрений с компанией IMC Global в новую компанию, получившую название The Mosaic Company; две трети акций Mosaic достались владельцам Cargill, остальные — акционерам IMC. В октябре 2004 года акции Mosaic начали котироваться на Нью-Йоркской фондовой бирже. В 2011 году Cargill продала свою долю в Mosaic.
В конце 2011 года Cargill поглотила нидерландскую компанию Provimi, крупного производителя кормов и добавок для животных. Сумма сделки составила 1,5 млрд евро.

## Собственники и руководство
Cargill — частная компания, принадлежащая семействам Каргилл и Мак-Миллан. Главный управляющий — Дэвид Мак-Леннан (с 2013 года).

## Деятельность
Cargill Inc. — одна из крупнейших мировых частных компаний, инвестирующих в пищевое производство. Компания ведёт операции в 68 странах мира. Компания занимается продажами зерна, масла, сахара, какао-продуктов, говядины, свинины, мяса индейки и др. Кроме того, компания является и крупным производителем сельскохозяйственной продукции.
Общая численность персонала — 159 тыс. человек. Объём продаж по итогам 2009 финансового года составил $116,6 млрд (за предыдущий год — $120,4 млрд), чистая прибыль — $3,3 млрд ($4,0 млрд), поток наличных средств и операций — $6,7 млрд ($7,0 млрд).

### Cargill в России
Представительство компании «Каргилл» («дочка» Cargill) в России действует с 1991 года.
В России Cargill владеет глюкозо-паточным комбинатом «Ефремовский» (Тульская область), элеваторами в Краснодарском крае и портовым терминалом в Ростове-на-Дону. Также компания строит в Ефремове завод по производству крахмалопродуктов, солодовню и маслоэкстракционный завод совокупной стоимостью $160 млн. Развивается направление по производству кормов для животных: введён в действие комбикормовый завод, строится премиксное производство. 19 сентября 2013 было начато строительство маслоэкстракционного завода на территории Новоаннинского района Волгоградской области. Завод был введён в эксплуатацию в 2018 году.
В 2015 году компания оказалась в центре скандала из-за увольнения сотрудника, придерживающегося консервативных взглядов, за комментарий на странице корпоративного сайта, который администрация посчитала нетолерантным. В прошлом сотрудник Cargill, Константин Ольховой написал под фотографиями гей-парада слово «мерзость». В настоящее время в ситуации разбирается прокуратура. В поддержку Константина Ольхового выступила РПЦ.
В 2020-х на компанию «Каргилл» приходится около 4 % российского экспорта зерновых.
В конце марта 2023 г. Минсельхоз России получило уведомление от ООО «Каргилл» о прекращении экспортной работы на российском рынке.

### Cargill на Украине
Представительство компании Cargill на Украине действует с 1993 года. Отсюда компания координирует торговлю зерном, маслом, семенами масляных культур, топливо-смазочными материалами, металлопродукцией, сахаром, концентратами фруктовых соков, какао-продуктами.
На Украине Cargill владеет одним масло-экстракционным заводом в Каховке Херсонской области, а также шестью зерновыми элеваторами — Корыстовский ХПП, Куцевский ХПП, Степовой элеватор, Хащеватский элеватор, Константиновский элеватор, Балаклейский элеватор.
С 2010 года Cargill является 30 % акционером «Дельта Банк» (актуально на февр. 2012).
По словам украинского премьер-министра Арсения Яценюка, в 2015 году компания Cargill подписала меморандум с украинскими властями об инвестициях на общую сумму около $100 млн в инфраструктуру на территории Украины и строительство терминала в порту «Южный» с перевалкой 4 млн тонн.